# The Liberation of L.B. Jones
The Liberation of L.B. Jones (Brasil: A Libertação de Lord Byron Jones ) é um filme estadunidense, de 1970, dos gêneros drama e policial, dirigido por William Wyler, roteirizado por Stirling Silliphant e Jesse Hill Ford, baseado no livro de Jesse Hill Ford, música de Elmer Berstein.

## Sinopse
Somerton, Tennessee, promotor racista, aconselha policial a se afastar de sua amante, esposa de um respeitado farmacêutico negro, o que gera constrangimentos raciais e assassinatos.

## Elenco
- Lee J. Cobb ....... Oman Hedgepath
- Anthony Zerbe ....... Willie Joe Worth
- Roscoe Lee Browne ....... L.B. Jones
- Lola Falana ....... Emma Jones
- Lee Majors ....... Steve Mundine
- Barbara Hershey ....... Nella Mundine
- Yaphet Kotto ....... Sonny Boy Mosby
- Arch Johnson ....... Stanley Bumpas
- Chill Wills ....... Mr. Ike